# Favia leptophylla
Espèce
Statut CITES
Favia leptophylla est une espèce de coraux appartenant à la famille des Faviidae ou la famille Mussidae.